# 臺灣時報 (日治時期)
《臺灣時報》是一份由台灣總督府所發行的日語雜誌（1919~1945）。內容包括站製、軍事、教育、司法、文藝、產業、農業、貿易等面相的論文、資料，並收錄在台日本作家的文學作品。
其前身是日本人所成立的「台灣協會」發行之《台灣協會會報》。1907年，「台灣協會」改組，位於台北的「東洋協會台灣支部」即籌備發行自己的機關刊物，於1909年創刊《臺灣時報》。1919年停刊，改由台灣總督府發行，名稱維持不變。